# Смотрики
Смо́трики — село в Україні, у Пирятинській міській громаді Лубенського району Полтавської області. Населення становить 953 осіб. Колишній орган місцевого самоврядування — Смотриківська сільська рада.

## Географія
Село Смотрики знаходиться на лівому березі річки Гнила Оржиця, вище за течією на відстані 2 км розташоване село Лемешівка (Бориспільський район), нижче за течією примикає село Малютинці, на протилежному березі — село Теплівка. По селу протікає пересихаючий струмок з загатою.

## Історія
Засноване в 1651 році.
Під час проведеного радянською владою Голодомору 1932—1933 років померло щонайменше 326 жителів села.
12 червня 2020 року, відповідно до розпорядження Кабінету Міністрів України № 721-р «Про визначення адміністративних центрів та затвердження територій територіальних громад Полтавської області», село увійшло до складу Пирятинської міської громади.
19 липня 2020 року, в результаті адміністративно - територіальної реформи та ліквідації Пирятинського району, село увійшло до складу новоутвореного Лубенського району.

## Населення
Згідно з переписом УРСР 1989 року чисельність наявного населення села становила 1069 осіб, з яких 470 чоловіків та 599 жінок.
За переписом населення України 2001 року в селі мешкало 950 осіб.

### Мова
Розподіл населення за рідною мовою за даними перепису 2001 року:
| Мова       | Відсоток |
| ---------- | -------- |
| українська | 98,95 %  |
| російська  | 0,63 %   |
| білоруська | 0,31 %   |

## Пам'ятки
У зводі пам'яток Пирятинського району записані наступі об'єкти:
- Селище, розвинуте середньовіччя (археол.)
- Курганний могильник І (археол.)
- Курганний могильник II (археол.)
- Курганний могильник III (археол.)
- Курганний могильник IV (археол.)
- Курганний могильник V (археол.)
- Курган (археол.)
- Братська могила радянських воїнів (1941,1943), пам'ятний знак полеглим землякам (1957,1980) (іст.)
- Меморіальна дошка на честь Сушка Олексія Івановича учасника бойових дій в Афганістані (1983) (іст.)
- Могила Сушка Олексія Івановича, учасника бойових дій в Афганістані (1980) (іст.)
- Могили жертв Голодомору 1932—1933 рр. (іст.)

## Галерея

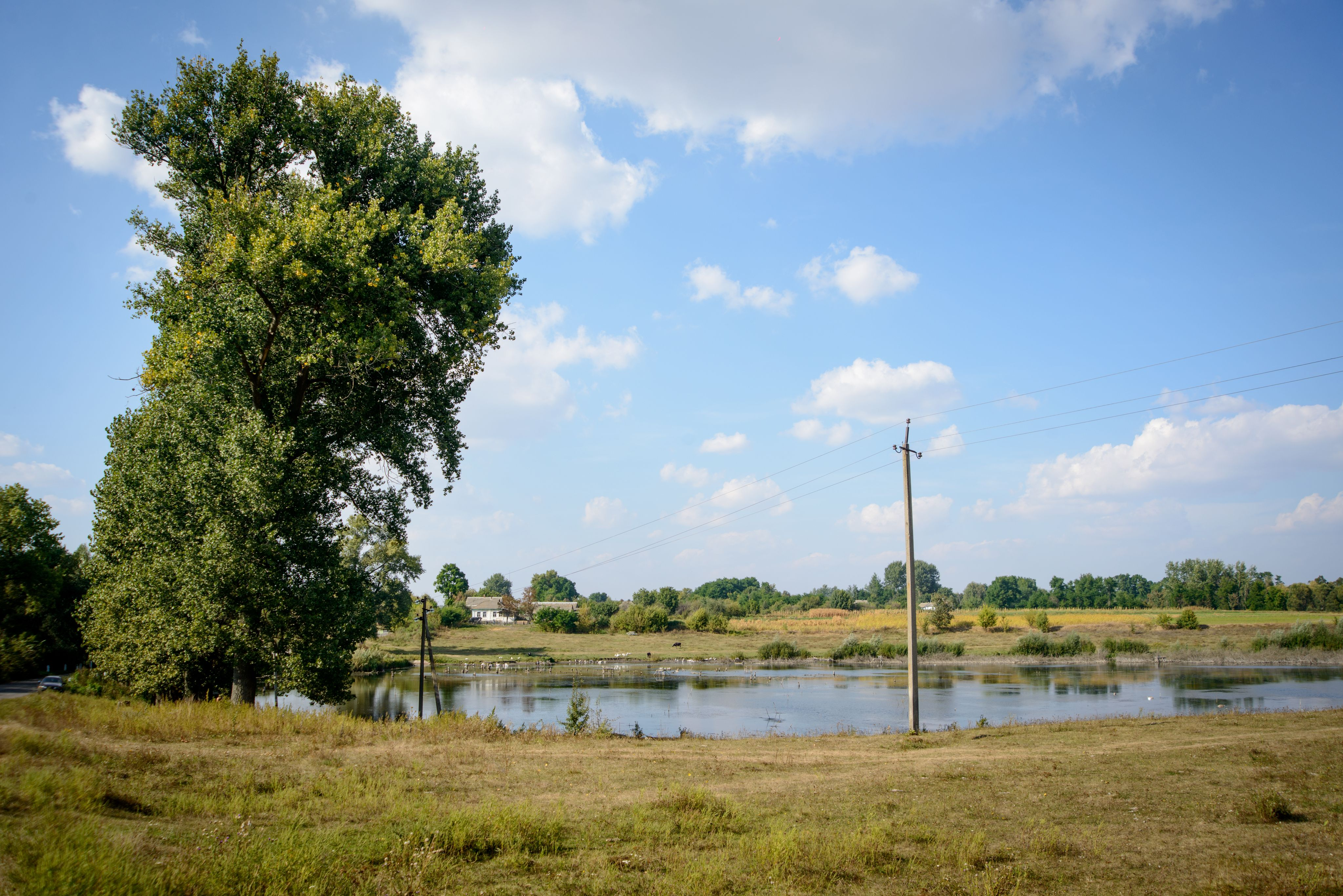
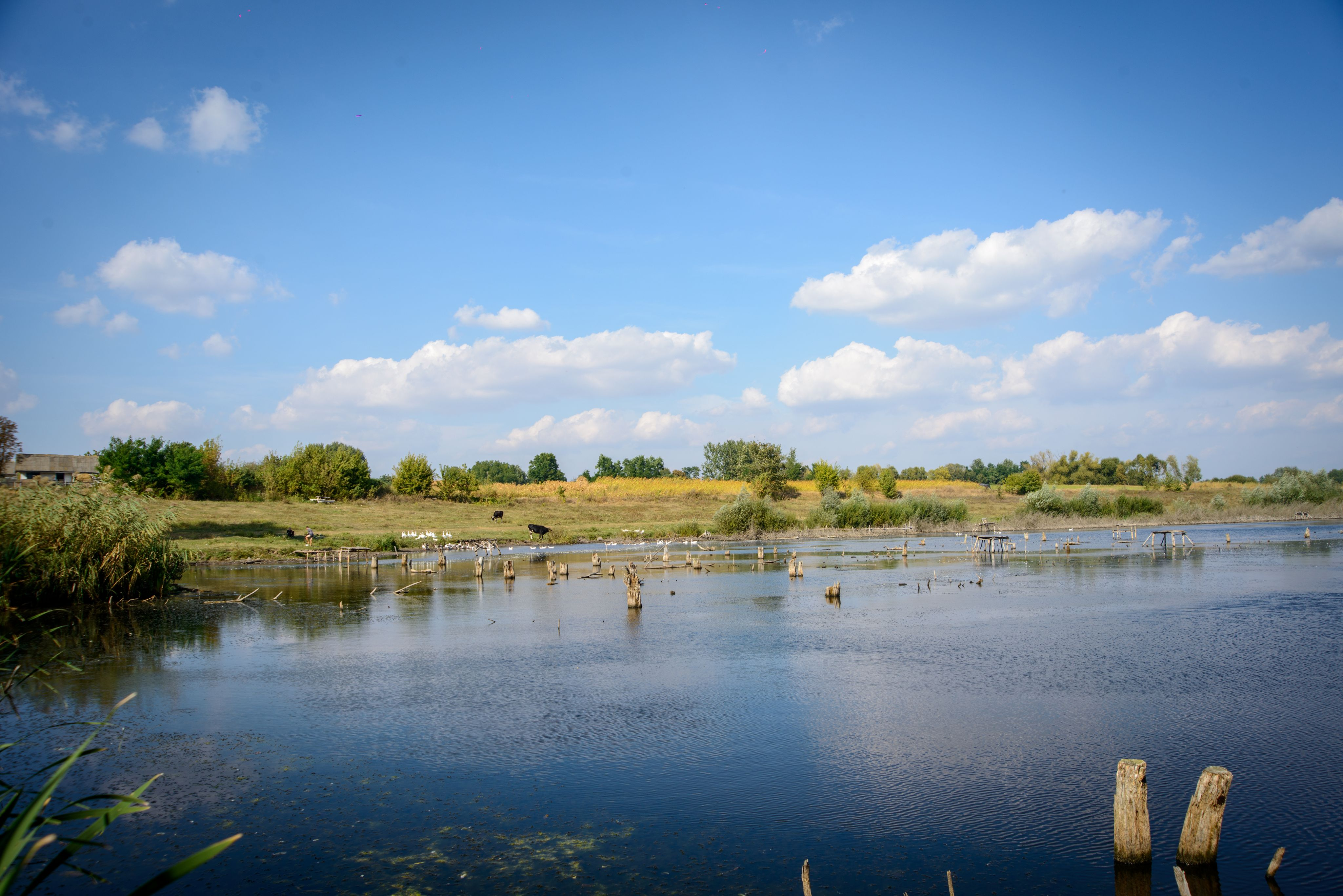
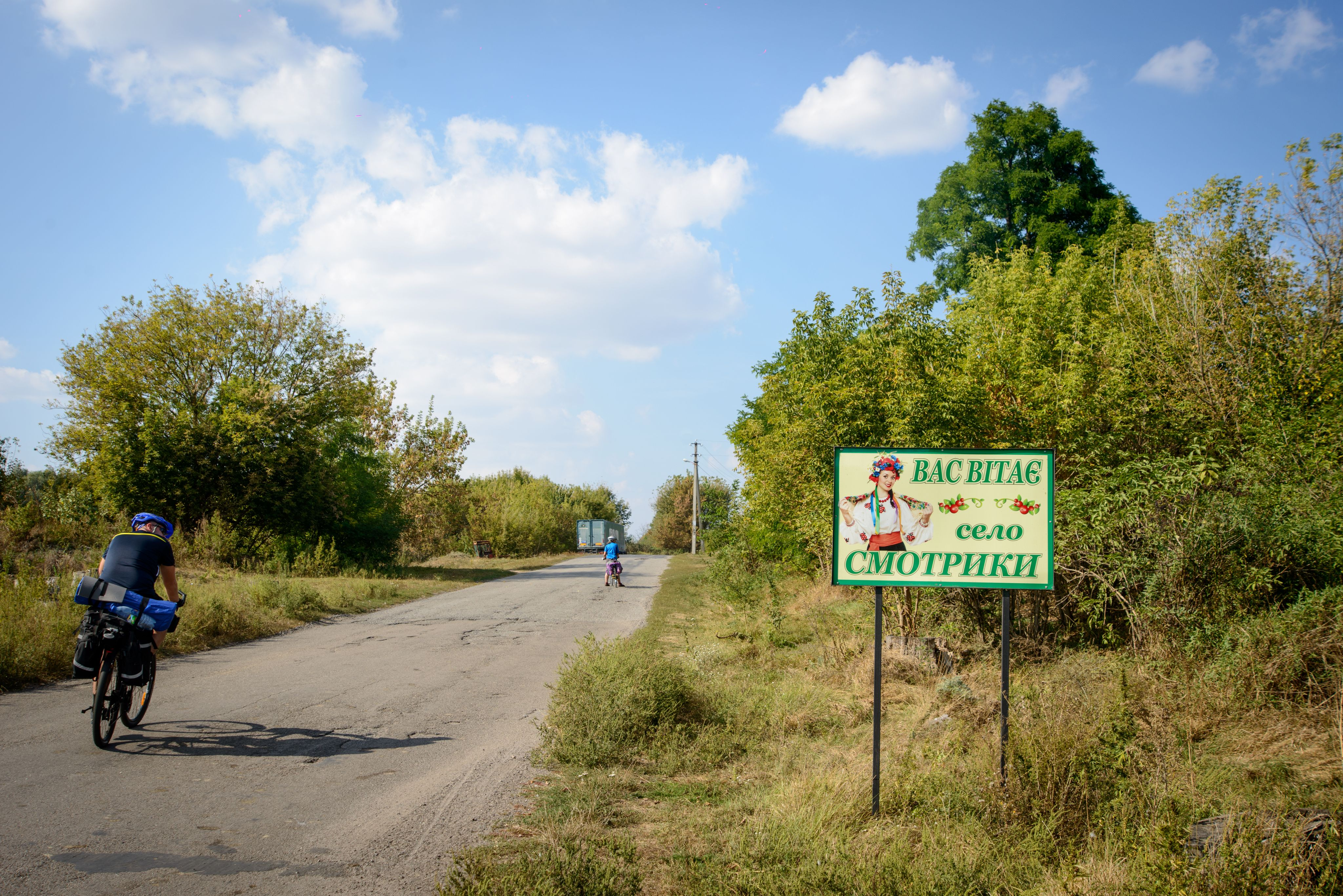
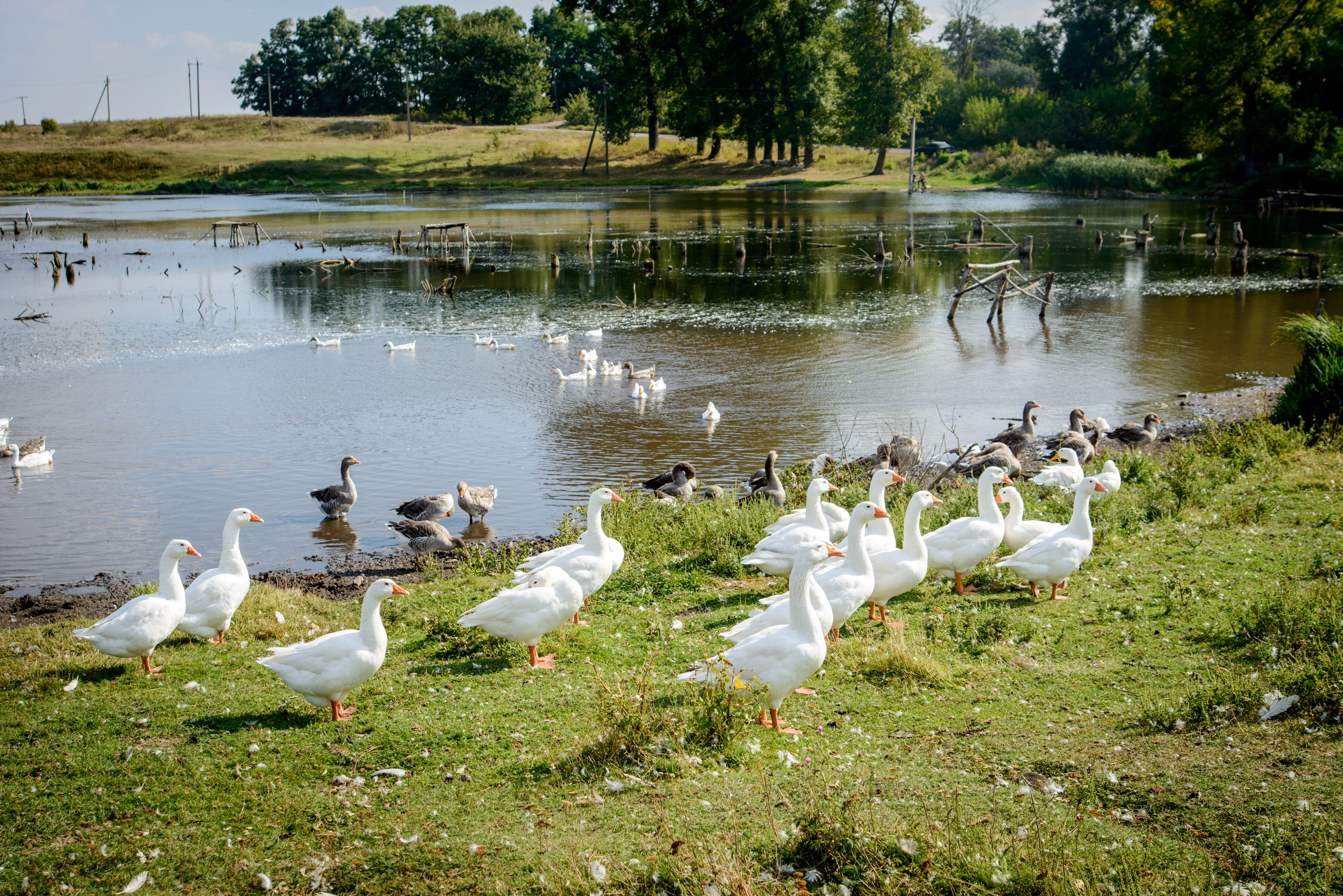
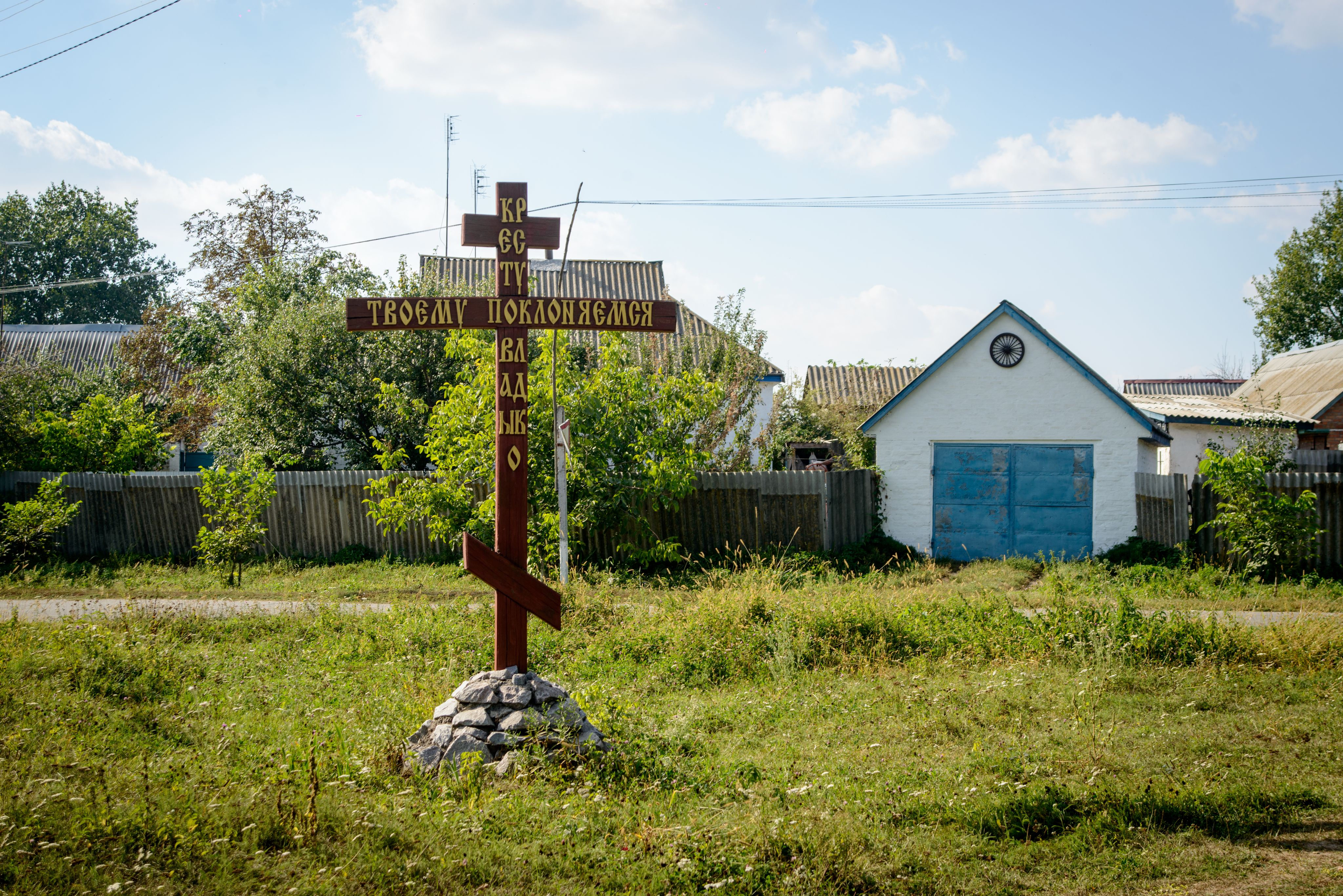
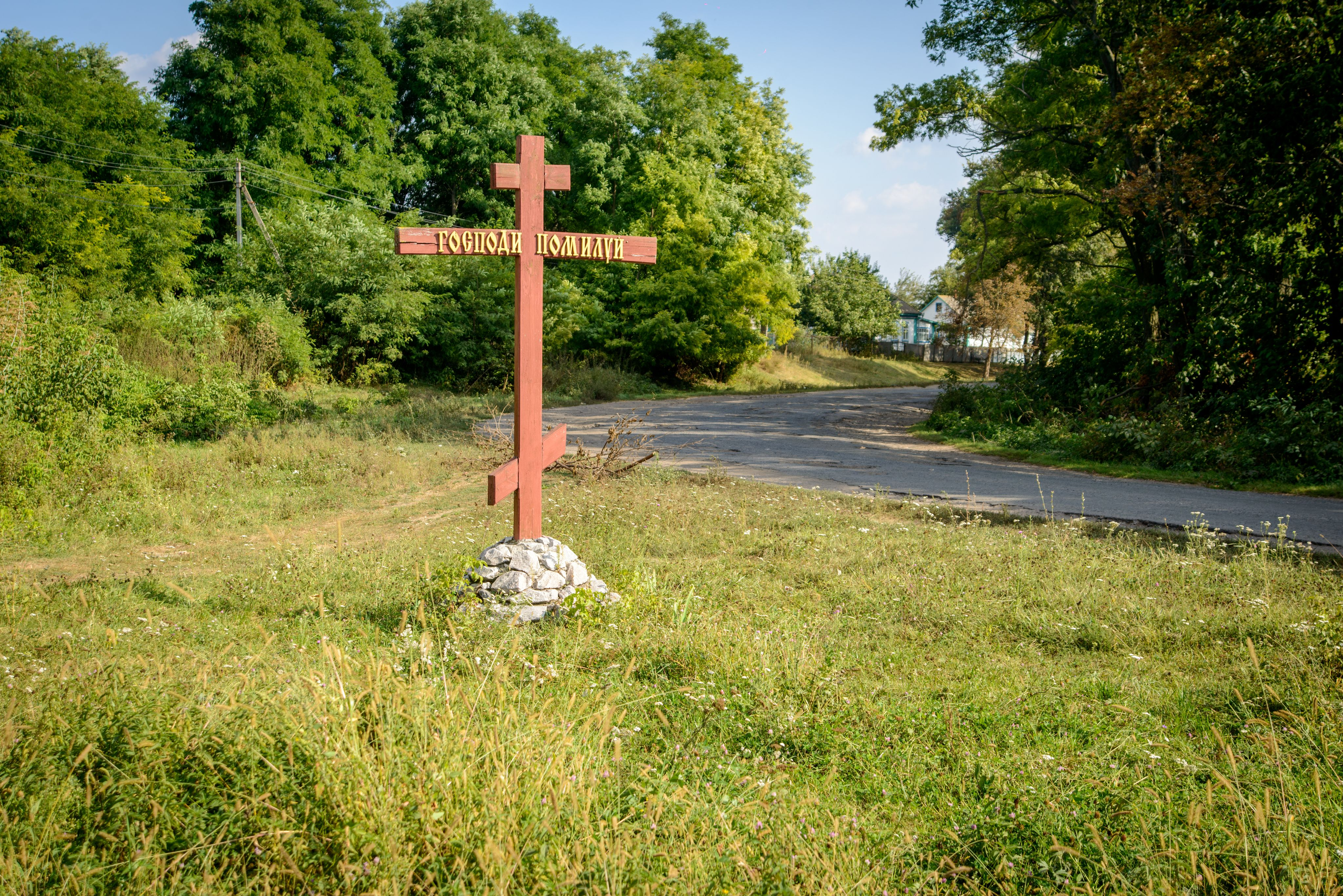
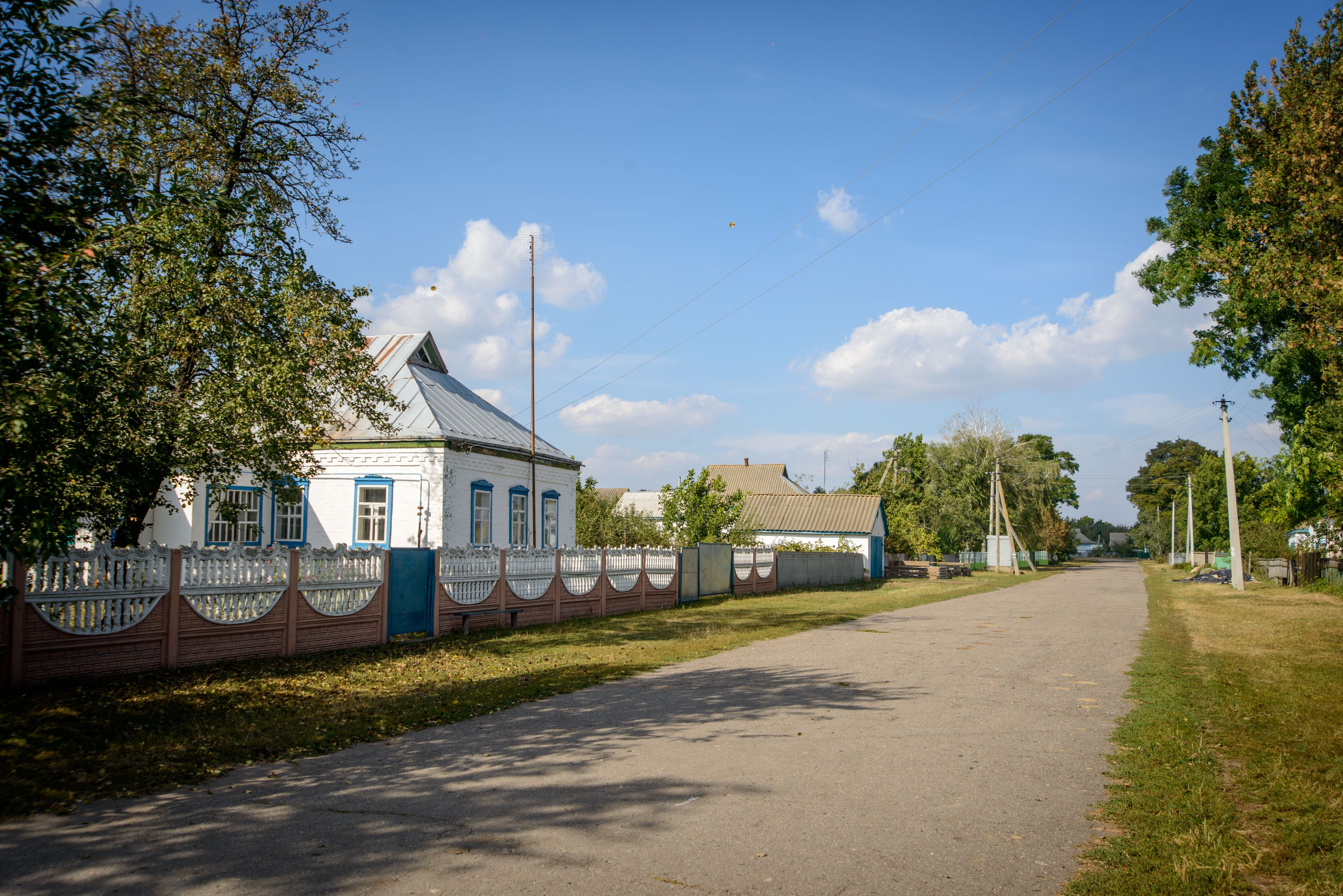
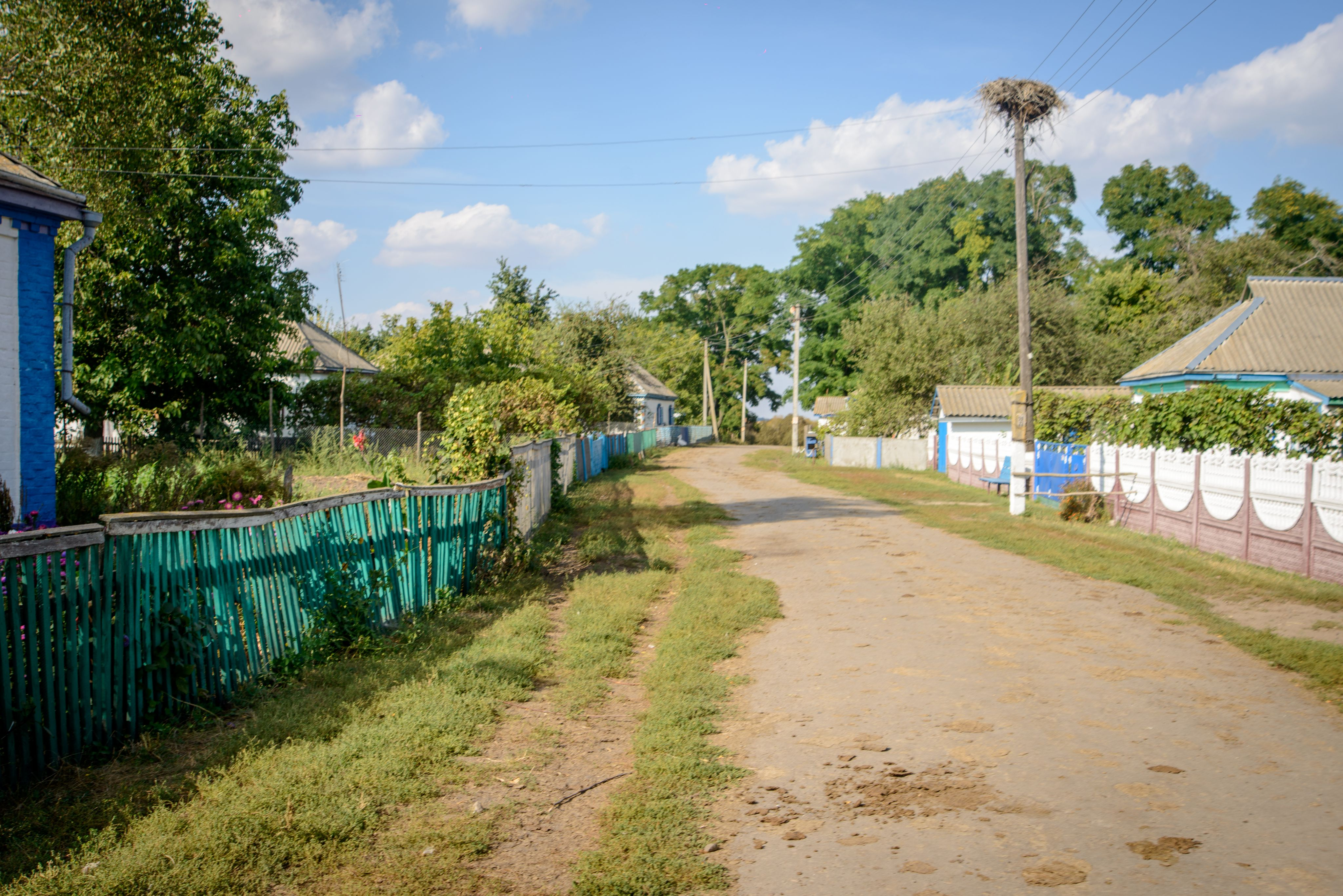
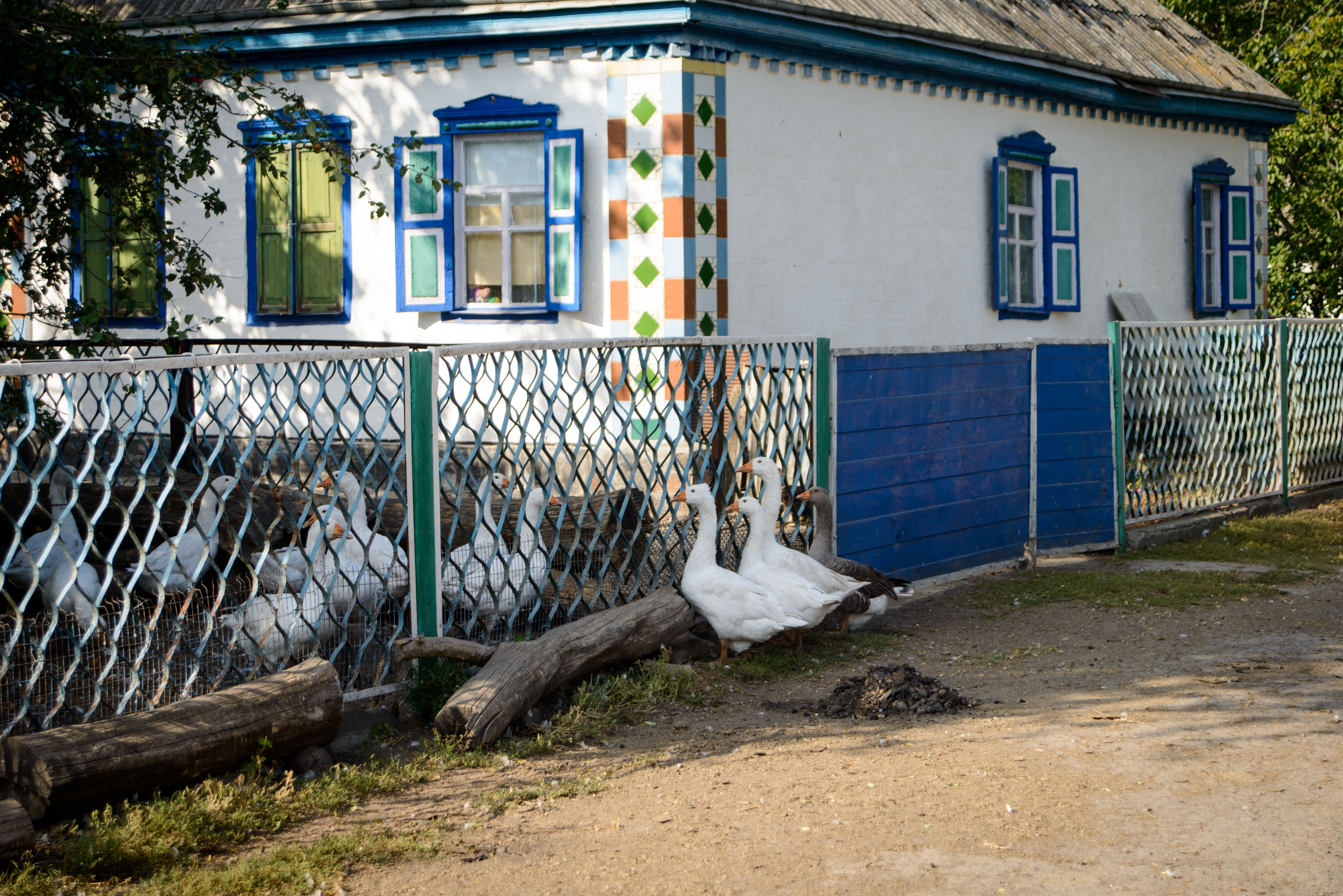
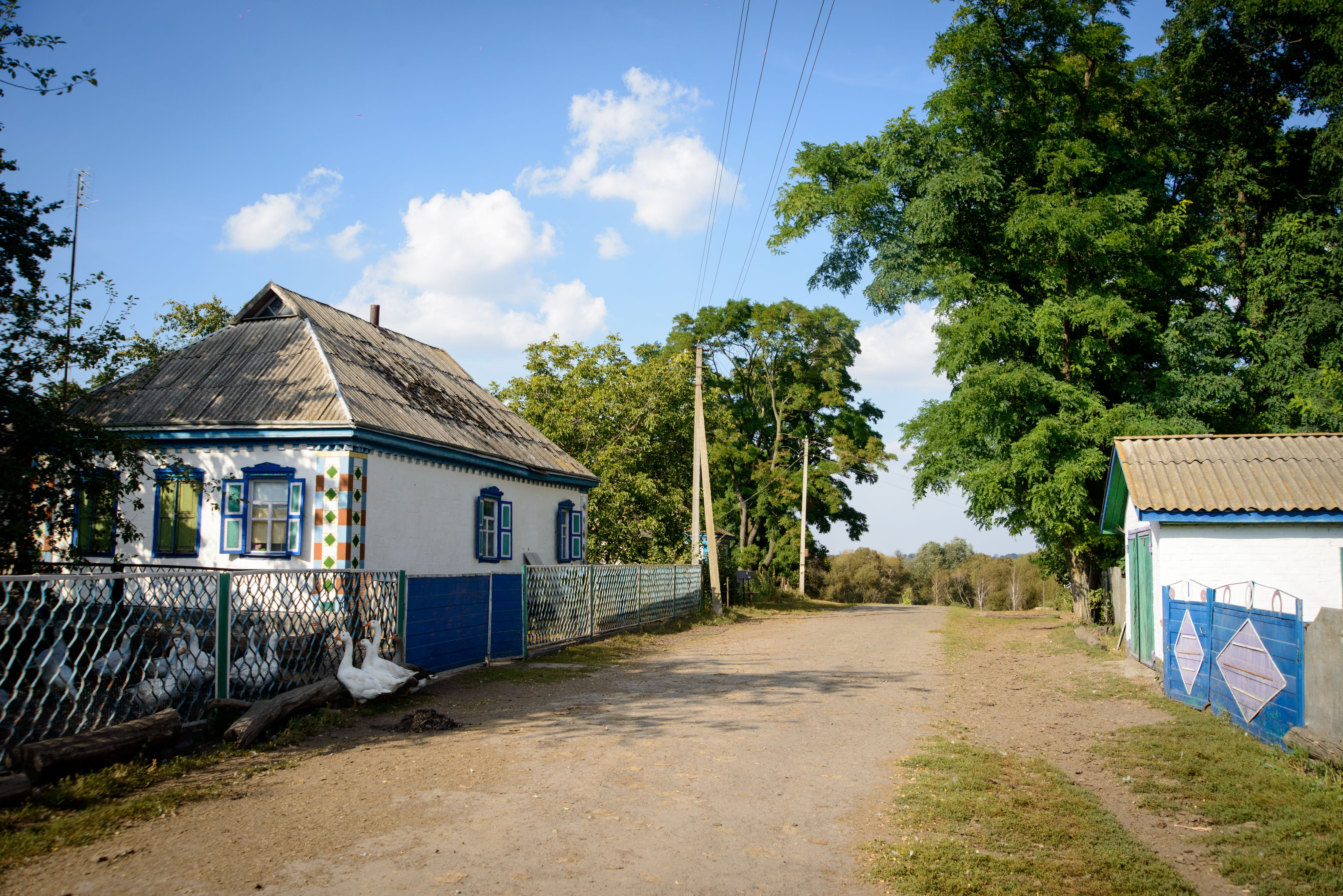

## Економіка
- Кооператив «Смотриківський».
- ФГ «Світоч».

## Об'єкти соціальної сфери
- Школа.
- Будинок культури.